# SoftICE
SoftICE es un depurador en modo kernel propietario y de pago para Microsoft Windows. Está diseñado para ejecutarse debajo de Windows, de tal manera que el Sistema Operativo desconozca su presencia. A diferencia de un depurador de aplicaciones, SoftICE es capaz de suspender todas las operaciones en Windows cuando se desee, lo cual resulta útil para depurar drivers ya que es importante conocer cómo se accede al hardware así como las funciones del sistema operativo.
Microsoft ofrece dos depuradores en modo kernel, WinDbg y KD, sin costo alguno. Sin embargo, las capacidades totales de WinDbg y KD solo están disponibles cuando se usan dos computadoras entrelazadas. SoftICE es una herramienta excepcionalmente útil para el desarrollo de drivers y es compatible con las últimas versiones del sistema operativo de Microsoft.
Existen versiones anteriores disponibles para DOS y sistemas operativos disponibles. SoftICE fue originalmente producido por una compañía de nombre NuMega, y fue posteriormente adquirida por Compuware.
SoftICE es también popular como herramienta de crackeo de software. 

## Historia
El SoftICE original para DOS fue escrito en 1987 por los fundadores de NuMega Frank Grossman y Jim Moskun. El programa, escrito en un 80386 en lenguaje ensamblador, jugaba el papel de un sistema operativo y ejecutaba software en modo virtual 8086. Se vendió por $386.
Las nuevas versiones de SoftICE cavaron profundo en Microsoft Windows. Así como versiones viejas de SoftICE son raramente compatibles con nuevas versiones de Windows. Compuware decidió ofrecer SoftICE como una suscripción para así poder mantenerse actualizado con las últimas versiones de Microsoft Windows.
Solía venir incluido en el software de NuMega DriverStudio pero fue discontinuado en abril de 2006.

## Terminación
El 3 de abril de 2006 el producto DriverStudio fue discontinuado por "una variedad de detalles técnicos y de negocio así como condiciones generales de mercado". El soporte y mantenimiento fue ofrecido hasta el 31 de marzo de 2007.

## Posibles alternativas
La alternativa actual más cercana a Softice es windbg, proporcionado por Microsoft. Es un debugger de modo kernel basado en línea de comandos. Sin embargo no ofrece la funcionalidad de Softice de parar la máquina "en vivo" y normalmente debe ser usado conectado a la máquina que quiere ser depurada (frecuentemente usando una máquina virtual por conveniencia).
El depurador Syser pretende ser un reemplazo comercial completo de SoftICE. Se ejecuta en las versiones 32-bit de Windows Vista/XP/2003/2000, y soporta SMP, HyperThreading y CPUs multinúcleo.
-OllyDbg. Funciona a nivel de ensamblador de 32 bits y es especialmente útil cuando no se dispone del código fuente. Sin embargo solo funciona en modo usuario (ring 3).
-x64dbg es un depurador gratis open source para plataformas de 32 y 64 bits. Sin embargo solo funciona en modo usuario (ring 3).
IDA también ofrece un depurador en modo usuario tanto en su versión gratis como en la comercial.
-Rasta Ring 0 Debugger (RR0D) es un depurador gratis open source en modo kernel similar a SoftICE, está disponible en la web. Proporciona depuración de bajo nivel para Microsoft Windows, Linux, OpenBSD y FreeBSD.Hay una versión de Mac OS X que se encuentra en desarrollo.